# Bistum Maiduguri
Das Bistum Maiduguri (lateinisch Dioecesis Maiduguriensis, englisch Diocese of Maiduguri) ist eine in Nigeria gelegene römisch-katholische Diözese mit Sitz in Maiduguri.

## Geschichte
Das Bistum Maiduguri wurde am 29. Juni 1953 durch Papst Pius XII. Apostolischen Konstitution Rem Nos facere aus Gebietsabtretungen der Apostolischen Präfektur Jos als Apostolische Präfektur Maiduguri errichtet. Am 7. Juni 1966 wurde die Apostolische Präfektur Maiduguri durch Papst Paul VI. mit der Apostolischen Konstitution Id semper zum Bistum erhoben.
Das Bistum Maiduguri ist dem Erzbistum Jos als Suffraganbistum unterstellt.

## Ordinarien

### Apostolische Präfekten von Maiduguri
- James Timothy Kieran Cotter OSA, 1962–1966

### Bischöfe von Maiduguri
- James Timothy Kieran Cotter OSA, 1966–1988
- Senan Louis O’Donnell OSA, 1993–2003
- Matthew Man-Oso Ndagoso, 2003–2007, dann Erzbischof von Kaduna
- Oliver Dashe Doeme, seit 2009